# Confederación General del Trabajo (Italia)
La Confederación General del Trabajo (en italiano: Confederazione Generale del Lavoro) (CGdL) fue una central sindical italiana fundada en Milán entre el 29 de septiembre y el 1 de octubre de 1906 por iniciativa de las Cámaras del Trabajo, ligas de resistencia y federaciones sindicales que agrupaban a 700 sindicatos locales y un total de 250.000 afiliados. La mayor parte de sus dirigentes y afiliados eran también activistas del Partido Socialista Italiano, como su fundador Rinaldo Rigola, primer secretario de la CGdL, o sus sucesores Ludovico D’Aragona y Bruno Buozzi. Con el fascismo cesó su existencia legal, que continuó en la clandestinidad hasta la reconstitución de 1944, mediante el Pacto de Roma, en la CGIL Unitaria, que en 1950 sufrió las escisiones que darían vida a las actuales confederaciones sindicales italianas: la Confederación General Italiana del Trabajo (CGIL), la Confederación Italiana de Sindicatos de Trabajadores (CISL) y la Unión Italiana del Trabajo (UIL). 

## Historia

### De 1906 albiennio rosso
A principios del siglo XX, el movimiento sindical italiano comenzó a adquirir una dimensión nacional, gracias al amplio desarrollo de los Sindicatos de Categoría y las Cámaras del Trabajo. La necesidad de coordinar las diversas realidades del movimiento sindical se convirtió en algo cada vez más acuciante, por lo que con este objetivo se instituyó en el Congreso Sindical de Milán (1902) el Consejo Nacional de la Resistencia.
Con motivo de su III Congreso, celebrado en Génova en enero de 1905, en el interior del Consejo Nacional de la Resistencia reformistas y revolucionarios llegaron con fuerzas sustancialmente equivalentes. Las Cámaras del Trabajo de Milán propusieron, sin lograron, la aprobación de un documento que planteaba el obstruccionismo a ultranza del Parlamento hasta la aprobación de una ley contra la intervención del Ejército en los conflictos laborales, en referencia al compromiso adquirido por un grupo de parlamentarios socialistas el 21 de septiembre de 1904, ante la huelga general de aquel año. En 1906, el Consejo Nacional de la Resistencia, envuelto en tensiones cada vez mayores entre reformistas y revolucionarios, se disolvió.

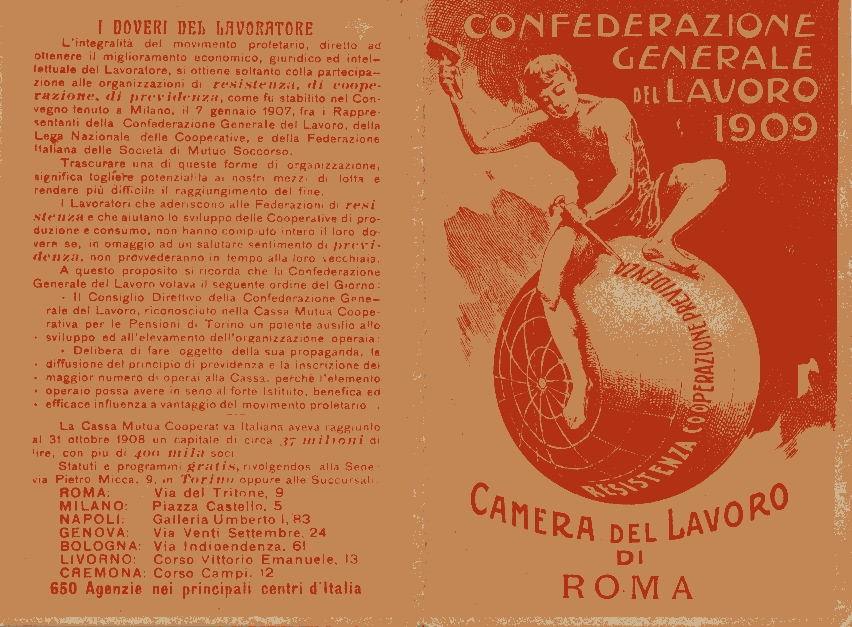
Carnet de la CGdL de 1909, correspondiente a la Cámara del Trabajo de Roma.

La Confederación General del Trabajo fue constituida en el contexto del I Congreso de Milán, celebrado entre el 29 de septiembre y el 1 de octubre de 1906. Como secretario general fue elegido el reformista Rinaldo Rigola, que ya se había distinguido anteriormente por buscar una síntesis política entre el impulso radical de los revolucionarios, que lideraban gran parte de las Cámaras del Trabajo, y las posiciones moderadas de los reformistas. Sin embargo, durante los primeros años se desarrollaron en el interior de la confederación enfrentamientos entre sindicatos nacionales de oficio, que se inspiraban en el sindicalismo reformista, y las Cámaras del Trabajo, donde prevalecía la corriente del sindicalismo revolucionario. Estos últimos, liderados por Alceste De Ambris y Filippo Corridoni, crearon en noviembre de 1912 la Unión Sindical Italiana (USI). El secretario general de la CGdL, Rinaldo Rigola, permaneció en el cargo hasta 1918.
En las elecciones generales de 1919 el Partido Socialista Italiano, con el 32,4% de los votos, se afirmó como el primer partido del país, aunque al no establecer alianzas con el resto de partidos se situó en la oposición. Las acciones de protesta y de lucha de clases que habían caracterizado a 1919, se intensificaron en 1920. Aquel año, Italia vivió más de 2.000 huelgas y los trabajadores organizados en sindicatos superaron los 3.500.000, de los que 2.150.000 estaban afiliados a la CGdL. En marzo de 1920, tomada la FIAT de Turín, comenzó la llamada huelga de las manecillas. La huelga general, convocada a mediados de abril, implicó a cerca de 120.000 trabajadores de Turín y su provincia, pero ni la dirección nacional de la CGdL ni la del PSI apoyaron la iniciativa turinesa, y el conflicto terminó con un acuerdo. La huelga concluyó el 24 de abril sin que los trabajadores obtuviesen el reconocimiento de sus reivindicaciones, incluidos los Consejos de Fábrica.
Mientras tanto, también la patronal industrial y agraria se organizaba a nivel nacional: el 7 de marzo de 1920 fue fundada en Milán la Confederación General de la Industria Italiana y el 18 de agosto la Confederación General de la Agricultura. A raíz de las reivindicaciones, principalmente encaminadas a obtener significativos incrementos salariales, presentadas el 18 de junio de 1920 por parte de la Federación de Empleados y Obreros Metalúrgicos (FIOM) ante la Federación de Industriales Mecánicos y Metalúrgicos, se inició un largo conflicto. Este fue interrumpido el 13 de agosto por los industriales que el 31 de agosto, por indicaciones de la Confindustria, implementaron el bloqueo a nivel nacional. En los cuatro días posteriores fueron ocupadas casi todas las fábricas metalúrgicas de Italia.
El 9 de septiembre, el Consejo Directivo de la CGdL se reunió, debatiéndose incluso la hipótesis de una iniciativa insurreccional. Al día siguiente se celebró una reunión conjunta entre las direcciones de la CGdL y del PSI, y finalmente el 11 de septiembre el Consejo Nacional de la CGdL aprobó una moción que asumía la renuncia a hacer de las ocupaciones la primera fase de un levantamiento revolucionario más amplio, situando como objetivo inmediato de la lucha, no la revolución socialista, sino únicamente «el reconocimiento por parte de la patronal del principio de control sindical de las empresas».

### Elbiennio nero
Al biennio rosso siguió el biennio nero (1921-1922). Tras la conclusión de las ocupaciones de fábricas y las elecciones municipales, el movimiento fascista, que hasta el momento había tenido un papel más bien marginal, inició su ascenso político, caracterizado por el recurso masivo y sistemático a las acciones escuadristas. Después de la Masacre del Palacio d’Accursio en Bolonia en noviembre de 1920, las acciones escuadristas aumentaron en número e intensidad, con las Cámaras del Trabajo, Casas del Pueblo, cooperativas y ligas campesinas como objetivos habituales. Todo ello culminó el 28 de octubre de 1922 con la Marcha sobre Roma. El 30 de octubre el Rey Víctor Manuel III encargó a Benito Mussolini la formación de un nuevo gobierno.

### El periodo fascista
Tras el acceso al poder de Mussolini las acciones represivas prosiguieron, culminando en el asesinato del diputado socialista Giacomo Matteotti en junio de 1924. En diciembre de 1924 se celebró en Milán el VI Congreso de la CGdL, pero en enero de 1925 el régimen inició la transformación del ordenamiento jurídico con la aprobación de una serie de procedimientos liberticidas (leyes de excepción conocidas como leggi fascistissime), con las cuales fue anulada cualquier forma de oposición al fascismo. En el plano sindical, con el Pacto del Palacio Vidoni del 2 de octubre de 1925, la Confindustria y el sindicato fascista se legitimaron recíprocamente como únicos representantes de capital y trabajo. Finalmente, con la Ley 563 del 3 de abril de 1926, se estableció que únicamente los sindicatos fascistas podían ser «legalmente reconocidos», instituyendo una magistratura especial para la resolución de los conflictos laborales y cancelando el derecho de huelga. 
El 21 de abril de 1927 fue aprobada la Carta del Trabajo, donde se contenían los principios sociales del fascismo, la doctrina del corporativismo, la ética del sindicalismo fascista y la política económica fascista. El 4 de enero de ese año, tras las disposiciones aprobadas por el fascismo, el viejo grupo dirigente de la CGdL, entre el que se encontraba Ludovico D’Aragona, secretario general de 1918 a 1925, y Rinaldo Rigola, había decidido la disolución de la organización. Su decisión fue firmemente criticada por los comunistas y socialistas de izquierda. Bruno Buozzi, secretario general desde 1925, reconstituyó la CGdL en febrero de 1927 en París. En la misma época, los comunistas dieron vida en Milán, clandestinamente, a su propia CGdL. 
Por tanto, hasta la caída de la dictadura fascista, convivieron dos Confederaciones Generales del Trabajo: una de inspiración reformista y otra comunista. En noviembre de 1929, Palmiro Togliatti puso en práctica la svolta, aplicando la «táctica del socialfascismo» decidida por la Internacional Comunista para enfrentarse a los reformistas. Los efectos de tal decisión produjeron tensiones que culminaron con la expulsión de algunos dirigentes del partido. Tras la expulsión de Paolo Ravazzoli del Partido Comunista de Italia, fue designado a cargo de la CGdL clandestina en 1930 Giuseppe Di Vittorio. Las relaciones entre las dos confederaciones permanecieron no obstante tensas hasta 1933 cuando, con el ascenso al poder de Adolf Hitler en Alemania, las diversas corrientes de la izquierda lograron encontrar un terreno común de iniciativa, naciendo en 1934 el pacto de unidad de acción entre PCd’I y PSI. También entre los sindicatos las relaciones se hicieron más colaborativas. El 15 de marzo de 1936 Buozzi y Di Vittorio se reunieron en París para firmar la «Plataforma de acción de la CGL única».

### El periodo bélico y la Resistencia
En marzo-abril de 1943, antes de la caída de Mussolini, en el norte se habían producido huelgas contra el régimen. Tras la detención de Mussolini, el nuevo Gobierno Badoglio intervino las viejas estructuras sindicales fascistas: así, Bruno Buozzi se convirtió en el nuevo comisario de Sindicatos de la Industria, Achille Grandi de Sindicatos de la Agricultura, mientras Giuseppe Di Vittorio se había cargo de las organizaciones de jornaleros. Tras el 8 de septiembre, después del nacimiento de la República Social Italiana, se inició la Resistencia partisana contra el nazifascismo. Los trabajadores contribuyeron a la conocida como lucha de «Liberación» con las huelgas organizadas en noviembre-diciembre de 1943 y marzo-junio de 1944, por lo que miles de obreros fueron deportados a campos de trabajo y de concentración alemanes. En algunos casos, los trabajadores sindicados en tanto tales constituyeron algunas brigadas partisanas como la Brigada Proletaria, organizada por los obreros de Cantieri Riuniti dell’Adriatico de Monfalcone. 
Mientras en el norte se intensificaba el movimiento partisano, en el sur, también gracias a la ocupación de los Aliados, se retomaba la actividad política y sindical, favoreciendo la reconstitución de las Cámaras del Trabajo, que en Nápoles renacieron súbitamente tras los «Cuatro Días de Nápoles» (28 de septiembre-1 de octubre de 1943). En noviembre de 1943 se celebró en Nápoles una conferencia que constituyó el Secretariado Meridional de la Confederación General del Trabajo y nombró un Comité Directivo Provisional, compuesto por Enrico Russo, secretario general, Vincenzo Iorio y Vincenzo Gallo por el Partido Comunista Italiano, Vincenzo Bosso e Nicola Di Bartolomeo por el Partido Socialista Italiano y Antonio Armino y Dino Gentili por el Partido de Acción. El 20 de febrero de 1944 se retomó la publicación del histórico diario de la CGdL, Battaglie Sindacali, que tuvo como redactor jefe al profesor Libero Villone, por entonces comunista disidente. Entre finales de 1943 y principios de 1944 la Confederación General del Trabajo se extendió por todo el sur, convirtiéndose en el punto de referencia para los cada vez más frecuentes movimientos de lucha en las fábricas, ciudades y campos. 

### El Pacto de Roma y la CGIL Unitaria
Los principales representantes del sindicalismo italiano prosiguieron los trabajos de diálogo unitario, que culminaron el 3 de junio de 1944, con la firma del Pacto de Roma por parte de Giuseppe Di Vittorio por los comunistas, Achille Grandi por los democristianos y Emilio Canevari por los socialistas, que sustituía a Bruno Buozzi, asesinado por los nazis. Nació así la Confederación General Italiana del Trabajo (CGIL), del compromiso entre las tres principales fuerzas políticas italianas, connotadas como parte del Comité de Liberación Nacional (CLN). 

## Secretarios generales

### CGdL
- 1906-1913 Rinaldo Rigola
- 1913-1913 Ludovico D’Aragona
- 1913-1918 Rinaldo Rigola
- 1918-1925 Ludovico D’Aragona
- 1925-1944 Bruno Buozzi

### CGdL clandestina
- 1930-1944 Giuseppe Di Vittorio